# Vlag van Santa Cruz de Tenerife

Onofficiële vlag van de provincie Santa Cruz de Tenerife

De Spaanse provincie Santa Cruz de Tenerife voert geen officiële vlag. De provincie Santa Cruz de Tenerife heeft geen Provinciale Raad, omdat de bevoegdheden zijn verdeeld tussen de regering van de Canarische Eilanden en de respectieve eilandsraden van Tenerife, La Gomera, La Palma en El Hierro. De Mancomunidad Provincial interinsular de Cabildos de Santa Cruz de Tenerife vertegenwoordigt de provincie in een aantal overheidsinstellingen en bestaat uit vertegenwoordigers van de corresponderende Cabildos en de regering van de Canarische Eilanden.
De onofficiële vlag bestaat uit een wit andreaskruis op een marineblauw veld met in het midden het provinciale wapen. De vlag is gebaseerd op de vlag van het eiland Tenerife en de maritieme vlag van de maritieme provincie van de Canarische Eilanden.